# Cu Csia
Cu Csia (Zu Jia) (a jóslócsont-feliratokon: Csie Csia (Qie Jia) 且甲;  adott nevén: Caj (Zai) 载) Kína első történeti dinasztiájának, a Sang (Shang)-ház a 25. vagy 26. uralkodója.

## Élete, uralkodása
A Nagy Történetíró, Sze-ma Csien (Sima Qian) művében, A történetíró feljegyzései szerint Cu Keng (Zu Geng) a Sang (Shang)-dinasztia 26. uralkodója volt, aki az unokabátyját, Cu Keng (Zu Geng)et követte a trónon. A korabeli jóslócsont-feliratok alapján rekonstruálható uralkodói lista szerint azonban a Sang (Shang)-ház 25. királya volt. Trónra lépésekor fővárosát Jin (Yin)ben (殷) rendezte be. Uralkodása 12. évében csapatokat küldött, hogy megtámadja a nyugati zsung (rong) népet. Uralkodása 13. évében, miután győzelmet aratott, a nyugati zsung (rong)ok követeket küldtek hozzá. Ebben az évben elrendelte, hogy vazallusa, Fen (邠) állítson hadsereget Kan (Gan)ban (绀). Uralkodása 24. évében levert egy lázadást. Uralkodása 27. évében pedig iker fiait, Ce Hsziao (Zi Xiao)t (子嚣) és Ce Liang (Zi Liang)ot (子良) kinevezte hercegnek.
A Bambusz-évkönyvek tanúsága szerint 33 évig uralkodott. A jóslócsontokon olvasható szövegek alapján feltételezhető, hogy némi változást kísérelt meg bevezetni a kormányzási hagyományokban, racionalizálta a szertartásokat. A Kuo jü (Guo yu) című történeti műben Ti Csia (Di Jia) (帝甲) néven szerepel.